# 대한민국 국군 편제

## 편제 목록
- 제2군단
- 제5군단
- 공군공중전투사령부
- 공군방공관제사령부
- 공군미사일방어사령부
- 제6항공전단
- 잠수함사령부
- 제2함대
- 공군공중기동정찰사령부
- 육군특수전사령부
- 공군본부 직할
- 해군본부 직할
- 제2작전사령부 예하
- 제3군단
- 제5성분전단
- 제6군단
- 제1군단
- 제3함대
- 특수작전단
- 해병대사령부 직할
- 해병대사령부 예하
- 해군군수사령부
- 지상작전사령부 직할
- 육군항공작전사령부 예하
- 제1함대
- 공군군수사령부
- 제8군단
- 육군동원적력사령부 직할
- 공군작전사령부 직할
- 제8전투훈련단
- 육군동원적력사령부 예하
- 제7기동전단
- 제7기동군단
- 수도군단
- 육군항공작전사령부 직할
- 수도방위사령부 직할
- 수도방위사령부 예하
- 제2작전사령부 직할
- 해군작전사령부 직할
- 해군정보단
- 육군군수사령부
- 육군교육사령부 예하
- 공군기본군사훈련단
- 해군전투병과학교
- 해군학생군사학교
- 해군정보통신학교
- 공군방공포병학교
- 해군기초군사교육단
- 육군사관학교
- 공군1군수학교
- 공군정보통신학교
- 육군교육사령부 직할
- 육군3사관학교
- 근무지원단
- 공군군수2학교
- 국방부 직할부대
- 국방부 소속기관
- 육군본부 직할